# 5887 Яуза
5887 Яуза (5887 Yauza) — астероїд головного поясу, відкритий 24 вересня 1976 року.
Тіссеранів параметр щодо Юпітера — 3,642.
Названо на честь річка Яузи, що впадає в річку Москву.